# Бойзен, Лия
Лия Бойзен (швед. Lia Boysen) — шведская актриса. Дважды была номинирована на премию золотой жук в 2000 и 2006 (выиграла) году. Помимо ролей в шведских фильмах, снялась во французских и норвежских картин, например Les Grandes Personnes (2008) и Returning Home (2015).
Лия также занимается озвучиванием аудиокниг, в том числе она записала две книги писательницы Лизы Марклунд и книгу Катерины Януш.

## Избранная фильмография
- 1988 — Ксеркс \ Xerxes (TV)
- 1994 — Yrrol
- 2000 — Новая страна \ The New Country \ Det nya landet (TV)
- 2001 — Executive Protection \ Livvakterna
- 2002 — Stora teatern (TV)
- 2003 — De drabbade (TV)
- 2004 — The Return of the Dancing Master (TV)
- 2004 — Falla vackert
- 2005 — Шандор/Ида \ Sandor slash Ida
- 2006 — Möbelhandlarens dotter (TV)
- 2006 — Когда падет тьма \ When Darkness Falls \ Livvakterna '
- 2007 — Pyramiden
- 2008 — Les Grandes Personnes
- 2008 — Gud, lukt och henne
- 2009 — Olycksfågeln
- 2010 — Wallander — Dödsängeln
- 2015 — Возвращение домой \ Returning Home